# Tlenki obojętne
Tlenki obojętne – nieliczna grupa tlenków, które nie posiadają zauważalnych własności kwasowych ani zasadowych. Nie tworzą one z wodą ani kwasów, ani zasad, a jedynie mogą się w niej rozpuszczać, nie zmieniając jej pH.
Do grupy tej zaliczają się tlenki pierwiastków chemicznych o wyraźnie zaznaczonych własnościach niemetali, zwykle na II stopniu utlenienia, m.in. tlenek węgla (CO), tlenek krzemu (SiO) oraz tlenek diazotu (N
2O) i tlenek azotu (NO). Tlenki tych samych pierwiastków na wyższych stopniach utlenienia wykazują właściwości kwasowe.